# Мендес, Алексис
Алексис (Алекс) Мендес (англ. Alexis "Alex" Méndez; род. 6 сентября 2000, Лос-Анджелес, Калифорния, США) — американский футболист, полузащитник.

## Клубная карьера
Мендес — воспитанник клуба «Лос-Анджелес Гэлакси». Для получения игровой практики он выступал за «Лос-Анджелес Гэлакси II» в ЮСЛ. В 2018 году Мендес подписал контракт с немецким «Фрайбургом». В июле 2019 года Мендес перешёл в амстердамский «Аякс». В матче против НЕК он дебютировал Эрстедивизи за команду дублёров.
3 июля 2021 года Мендес перешёл в португальский клуб «Визела».
1 августа 2024 года Мендес в качестве свободного агента подписал контракт с клубом чемпионата Мексики «Хуарес».

## Международная карьера
В 2018 году в составе молодёжной сборной США Мендес выиграл молодёжный чемпионат КОНКАКАФ. На турнире он сыграл в матчах против команд Пуэрто-Рико, Американских Виргинских Островов, Тринидада и Тобаго, Суринама, Мексики, Гондураса и Коста-Рики. Алекс забил почти в каждом поединке и был признан лучшим игроком турнира.
В 2019 году Мендес принял участие в молодёжном чемпионате мира в Польше. На турнире он сыграл в матчах против команд Украины, Нигерии, Катара и Эквадора.

## Достижения
Международные
 США (до 20)
- Победитель молодёжного чемпионата КОНКАКАФ: 2018

Индивидуальные
- Лучший игрок молодёжного чемпионата КОНКАКАФ: 2018
- Член символической сборной молодёжного чемпионата КОНКАКАФ: 2018[21]